# (12045) Klein
(12045) Klein  es un asteroide perteneciente al cinturón de asteroides, descubierto el 30 de marzo de 1997 por Paul G. Comba desde el Observatorio de Prescott, en Arizona, Estados Unidos.

## Designación y nombre
Klein se designó inicialmente como 1997 FH1.
Más adelante fue nombrado en honor al matemático alemán  Felix Klein (1849-1925).

## Características orbitales
Klein orbita a una distancia media del Sol de 2,6052 ua, pudiendo acercarse hasta 2,1045 ua y alejarse hasta 3,1059 ua. Tiene una excentricidad de 0,1921 y una inclinación orbital de 12,7236° grados. Emplea en completar una órbita alrededor del Sol 1535 días.

## Características físicas
Su magnitud absoluta es 12,9. El valor de su periodo de rotación es de 8,9686 h.